# Instytut Zootechniki – Państwowy Instytut Badawczy
Instytut Zootechniki – Państwowy Instytut Badawczy – instytut badawczy mający siedzibę w Krakowie oraz w Balicach koło Krakowa od 1950. Instytut jest jedną z największych jednostek naukowych w Polsce w zakresie produkcji zwierzęcej oraz w zakresie kształtowania środowiska rolniczego.

## O Instytucie
Instytut został utworzony 1 kwietnia 1950. Jest jedną z największych jednostek naukowych o zasięgu ogólnokrajowym w Polsce. Realizuje politykę Ministerstwa Rolnictwa i Rozwoju Wsi w zakresie produkcji zwierzęcej, w tym wykorzystaniu zwierząt gospodarskich dla celów biomedycznych, oraz w zakresie kształtowania środowiska rolniczego. Najważniejsze zadania Instytutu to: koordynacja ochrony zasobów genetycznych zwierząt gospodarskich, w tym prowadzenie Krajowego Banku Materiałów Genetycznych oraz prowadzenie oceny wartości hodowlanej krajowej populacji bydła, świń i owiec.
Od 23 listopada 2006 Instytut posiada status Państwowego Instytutu Badawczego. Siedziba dyrekcji znajduje się w Pałacu Radziwiłłów w Balicach, siedziba Instytutu – w Krakowie, a zakłady doświadczalne i laboratoria – na terenie ośmiu województw.
Zgodnie z decyzją Ministra Edukacji i Nauki z 2022, Instytut Zootechniki – Państwowy Instytut Badawczy otrzymał najwyższą kategorię naukową, kategorię A+, przyznaną na lata 2022–2025, w obrębie dyscypliny zootechnika i rybactwo. Oznacza to, że poziom badawczo-naukowy Instytutu Zootechniki został uznany za wiodący w skali kraju. Instytut dysponuje uprawnieniami do nadawania stopnia doktora i doktora habilitowanego nauk rolniczych w dyscyplinie zootechnika i rybactwo. Współpracuje z wieloma partnerami krajowymi i zagranicznymi.

## Kadra Instytutu
W Instytucie Zootechniki – Państwowym Instytucie Badawczym pracują (stan na kwiecień 2023): 473 osoby, z tego 274 w centrali oraz 199 w zakładach doświadczalnych, w tym 62 pracowników naukowych: 9 profesorów, 19 profesorów instytutu, 5 adiunktów, 28 adiunktów ze stopniem doktora habilitowanego.
| Imię i nazwisko dyrektora Instytutu Zootechniki | Lata pełnionej funkcji |
| ----------------------------------------------- | ---------------------- |
| Teodor Marchlewski                              | 1950–1957              |
| Tadeusz Konopiński                              | 1957–1962              |
| Franciszek Abgarowicz                           | 1962–1964              |
| Borys Hrycyk                                    | 1965–1966              |
| Franciszek Klocek                               | 1966–1972              |
| Stefan Wawrzyńczak                              | 1973–1987              |
| Jędrzej de Pelikan-Krupiński                    | 1987–2013              |
| Eugeniusz Herbut                                | 2013–2017              |
| Maciej Pompa Roborzyński                        | 2017–2020              |
| Krzysztof Duda                                  | 2020–2024              |
| Tomasz Jacek                                    | od 2024                |

## Program badawczy
Program badawczy Instytutu realizowany jest w 10 zakładach naukowych, prowadzących badania naukowe, prace badawczo-rozwojowe, wdrożeniowe, upowszechnieniowe i szkolenia, których zakres działania uznano za strategiczny dla zmieniających się potrzeb produkcji zwierzęcej.

## Zakład Żywienia Zwierząt i Paszoznawstwa
Zakład realizuje następujący zakres działań:
- tematyka badawcza o szczególnym znaczeniu dla krajowego sektora paszowego i produkcji zwierzęcej, w ramach prac realizowanych na zlecenie Ministerstwa Rolnictwa i Rozwoju Wsi,
- ocena materiałów paszowych i wpływu zabiegów fizyko-chemicznych na podniesienie ich wartości pokarmowej oraz ograniczenie działania substancji antyżywieniowych,
- gromadzenie informacji o składzie chemicznym materiałów paszowych w ramach Krajowej Bazy Paszowej,
- ocena bezpieczeństwa żywieniowego materiałów paszowych w badaniach na zwierzętach modelowych,
- ocena efektywności stosowania różnych materiałów paszowych w żywieniu drobiu, świń oraz przeżuwaczy, w warunkach testów fermowych oraz strawnościowych, z uwzględnieniem ich wpływu na wskaźniki produkcyjne i status zdrowotny zwierząt,
- wpływ dodatków paszowych, w tym substancji alternatywnych dla antybiotyków i kokcydiostatyków paszowych, na efektywność żywienia zwierząt i jakość uzyskiwanych produktów,
- badania strawności składników pokarmowych w różnych odcinkach przewodu pokarmowego zwierząt monogastrycznych,
- badania rozkładu składników pokarmowych pasz metodą in sacco w żwaczu oraz dwunastnicy zwierząt przeżuwających,
- ocena wpływu składników diety na jakość, walory prozdrowotne i bezpieczeństwo produktów odzwierzęcych oraz możliwości modyfikowania składu i jakości tych produktów za pomocą metod żywieniowych,
- badania nad wpływem materiałów paszowych z roślin genetycznie zmodyfikowanych (GMO) na produkcyjność i zdrowotność zwierząt oraz jakość i bezpieczeństwo produktów odzwierzęcych,
- ocena przydatności krajowych źródeł białka stosowanych w celu zastąpienia poekstrakcyjnej śruty sojowej GM w żywieniu zwierząt gospodarskich,
- określenie metod stymulowania rozwoju i dojrzewania układu pokarmowego w okresie neonatalnym i postnatalnym, roli układu pokarmowego w funkcjonowaniu układu odpornościowego oraz interakcji pomiędzy składnikami diety, a strukturą i funkcjonowaniem układu pokarmowego,
- nutrigenomika – oceny wpływu żywienia zwierząt na regulację ekspresji genów,
- zastosowanie modeli zwierzęcych dla oceny fizjologicznego działania substancji biologicznie aktywnych w żywieniu człowieka.

## Zakład Biologii Molekularnej Zwierząt
Zakład realizuje następujący zakres badań oraz działalności w zakresie badań naukowych, pracy badawczo-rozwojowej, wdrożeń, upowszechnień i szkoleń:
- wykorzystanie polimorfizmu sekwencji mikrosatelitarnych DNA do charakterystyki struktury genetycznej różnych ras zwierząt gospodarskich oraz oceny zmienności genetycznej populacji,
- identyfikacja polimorfizmów w genach warunkujących oporność (wrażliwość) na choroby oraz związanych z występowaniem wad rozwojowych u zwierząt gospodarskich,
- identyfikacja markerów immunoglobulin zwierząt gospodarskich celem ustalenia korelacji ze zdrowotnością,
- analiza wyspecjalizowanych struktur chromosomowych w kariotypie zwierząt gospodarskich w ramach oceny zjawiska polimorfizmu i konserwatyzmu genetycznego,
- badania porównawcze genomów różnych zwierząt w aspekcie zmian ewolucyjnych,
- ocena genomu zwierząt gospodarskich w aspekcie działania czynników mutagennych oraz procesów starzenia,
- doskonalenie metod cytogenetycznych i molekularnych stosowanych w ocenie genomu,
- skanowanie genomu w poszukiwaniu markerów SNP cech produkcyjnych i monitorowania bioróżnorodności zwierząt gospodarskich,
- badania epigenetyczne mechanizmów regulacji ekspresji genów (metylacja DNA),
- ocena organizacji genomu w obrębie chromosomów oraz wpływu wyższych struktur organizacyjnych DNA na ekspresję genów,
- identyfikacja obszarów CNV (copy number variation) oraz bloków sprzężeniowych (regionów LD) w genomach zwierząt gospodarskich,
- poszukiwanie podłoża chorób genetycznych zwierząt gospodarskich w oparciu o wysokowydajne techniki genomiki,
- identyfikacja proteomiczna biomarkerów charakterystycznych dla cech użytkowych zwierząt hodowlanych, stanów chorobowych i wad genetycznych, a także dających możliwość oceny wpływu środowiska na układ odpornościowy,
- badanie proteomu surowców pochodzących od zwierząt hodowlanych,
- opracowanie bazy charakterystyki proteomowej surowców i produktów żywnościowych pochodzenia zwierzęcego.

## Zakład Biotechnologii Rozrodu i Kriokonserwacji
Zakład prowadzi prace z zakresu diagnostyki andrologicznej oraz konserwacji nasienia zwierząt gospodarskich, którymi są:
- wykorzystanie panelu nowoczesnych metod diagnostyki andrologicznej do oceny nasienia zwierząt gospodarskich w ramach działalności naukowo-badawczej i komercyjnej (cytometria przepływowa, mikroskopia fluorescencyjna, luminometria),
- cytometryczne sortowanie plemników pod kątem ekspresji ściśle określonych markerów powierzchniowych,
- opracowanie składu rozcieńczalników do konserwacji nasienia z dodatkiem związków peptydowych o działaniu antybakteryjnym,
- opracowanie metod kriokonserwacji nasienia zwierząt gospodarskich.

Prace z zakresu pozaustrojowego uzyskiwania zarodków oraz hodowli komórkowych:
- pozaustrojowe uzyskiwanie zarodków (IVP) bydła i świń z wykorzystaniem technik standardowego zapłodnienia in vitro metodą współinkubacji gamet (IVF) oraz mikrochirurgicznego zapłodnienia in vitro metodą docytoplazmatycznej iniekcji plemnika (ICSI),
- opracowanie metod pozaustrojowego dojrzewania mejotycznego (IVM) oocytów świń, bydła, kóz, koni i kotów domowych,
- ocena jakości cytologicznej oraz molekularnej hodowanych in vitro oocytów i zarodków uzyskiwanych technikami IVP,
- opracowanie metod kriokonserwacji i witryfikacji oocytów, zarodków oraz komórek somatycznych i macierzystych,
- kompleksowa charakterystyka mezenchymalnych komórek macierzystych (MSCs) oraz wykorzystanie potencjału aplikacyjnego MSCs w technologiach wspomaganego rozrodu (ARTs), inżynierii komórkowej, tkankowej oraz w medycynie regeneracyjnej,
- opracowanie i optymalizacja metod różnicowania in vitro komórek MSCs,
- opracowanie hodowli komórkowych w systemach trójwymiarowych (3D).

Prace z zakresu klonowania somatycznego ssaków:
- wykorzystanie techniki klonowania metodą transplantacji jąder komórek somatycznych (SCNT) do uzyskiwania zarodków zwierząt gospodarskich wybranych ras zachowawczych (klonowanie somatyczne może stanowić w przyszłości podstawowy instrument w technologiach wspomaganego rozrodu stosowanych w programach odtwarzania stad zarodowych zagrożonych wyginięciem, autochtonicznych ras zwierząt gospodarskich oraz przywracania i stabilizacji genetycznej bioróżnorodności w ekosystemach rolniczych),
- opracowanie metod modulacji epigenetycznej (transformacji epigenomowej) komórek somatycznych oraz macierzystych dla potrzeb zwiększenia przeprogramowalności genomu jądrowego komórek-dawców w zarodkach uzyskiwanych technikami klonowania somatycznego,
- zastosowanie szerokiego panelu badań podstawowych w celu identyfikacji czynników molekularnych i epigenetycznych warunkujących prawidłowe przeprogramowanie jąder komórek somatycznych i macierzystych w zarodkach klonalnych,
- charakterystyka molekularna linii transgenicznych komórek somatycznych oraz wykorzystanie ich potencjału aplikacyjnego w technologiach wspomaganego rozrodu zwierząt lub w celu opracowania modeli in vitro w badaniach interdyscyplinarnych i biomedycznych,
- wykorzystanie szerokiego spektrum nowoczesnych metod biologii molekularnej do oceny jakości komórek-dawców jąder, oocytów-biorców jąder oraz zarodków uzyskiwanych technikami klonowania somatycznego,
- tworzenie biorepozytoriów w postaci kriogenicznie zabezpieczonych bioptatów tkankowych i/lub linii komórek somatycznych pochodzących od osobników rzadkich, rodzimych ras zachowawczych wybranych gatunków zwierząt gospodarskich (świnie, bydło, owce i kozy).

Badania z zakresu transgenezy zwierząt:
- opracowanie metod uzyskiwania zwierząt transgenicznych z wykorzystaniem technik mikroiniekcji konstrukcji genowych do przedjądrzy zygot, edycji genomu w oparciu o strategię CRISPR/Cas9 oraz transfekcji zygot za pośrednictwem nanocząsteczek,
- wykorzystanie potencjału aplikacyjnego transgenezy zwierząt w celu tworzenia zwierzęcych modeli badawczych na potrzeby medycyny regeneracyjnej i translacyjnej oraz profilaktyki i terapii chorób cywilizacyjnych człowieka,
- uzyskiwanie świń mono- i politransgenicznych w celu obniżenia międzygatunkowej bariery immunologicznej w układzie świnia-człowiek w badaniach interdyscyplinarnych i biomedycznych ukierunkowanych na ksenotransplantację tkanek i organów.

## Zakład Systemów i Środowiska Produkcji
Zakład zajmuje się systemami oraz organizacją produkcji rolnej, ochroną środowiska naturalnego i przeciwdziałaniu zmianom klimatu, ekonomicznymi uwarunkowaniami rozwoju gospodarstw rolnych z produkcją zwierzęcą, ekologią i dobrostanem w produkcji zwierzęcej
Systemy oraz organizacja produkcji zwierzęcej:
- badania nad systemami utrzymania zwierząt będących podstawą do opracowywania zróżnicowanych rozwiązań technologicznych produkcji zwierzęcej,
- badania nad możliwością poprawy jakości piskląt oraz efektów produkcji brojlerów poprzez zastosowanie technologii in ovo,
- badania nad możliwością wykorzystania produktów pszczelich w suplementacji zarodków kurzych metodą in ovo,
- optymalizacja warunków utrzymania bydła i efektywności produkcji poprzez innowacyjne rozwiązania w wyposażeniu obory i cielętnika (współpraca w ramach projektu).

Ochrona środowiska naturalnego i przeciwdziałanie zmianom klimatu:
- ocena oddziaływania warunków środowiska produkcji zwierzęcej na środowisko naturalne oraz przeciwdziałanie zmianom klimatu,
- wyznaczenie najskuteczniejszych metod mitygacji GHG i amoniaku w trakcie pastwiskowania bydła, jako elementu realizacji strategii niskoemisyjnej gospodarki oraz osiągania celów klimatycznych,
- opracowanie najefektywniejszych metod redukcji emisji GHG z pastwiskowania krów,
- określenie efektywności metod redukcji rozpraszania azotu z różnych systemów utrzymania bydła, świń i drobiu,
- ocena wpływu rodzaju stosowanych dodatków paszowych oraz liczby faz żywienia na poziom ograniczenia wydalania azotu,
- ocena wpływu sposobu aplikacji nawozów naturalnych w trakcie nawożenia na wielkość rozpraszania azotu,
- określeniu możliwości redukcji rozpraszania azotu na drodze modyfikacji warunków przechowywania nawozów naturalnych,
- określenie potencjału biogennego obornika owczego w systemie utrzymania zwierząt na głębokiej ściółce, oszacowanie wielkości emisji gazowych oraz możliwości redukcji szkodliwych domieszek gazowych na drodze zastosowania ziołowych dodatków ściółkowych oraz pełnoporcjowej mieszanki treściwej w formie granulatu.

Ekonomiczne uwarunkowania rozwoju gospodarstw rolnych z produkcją zwierzęcą:
- ocena wpływu różnych systemów gospodarowania na poziom zrównoważenia procesu produkcji zwierzęcej, a także charakterystyka potencjału ekonomicznego chowu i hodowli zwierząt ras zachowawczych w gospodarstwach rodzinnych w warunkach zrównoważonego rolnictwa oraz implikacje Wspólnej Polityki Rolnej na zrównoważony rozwój produkcji zwierzęcej w ujęciu sozoekonomicznym,
- ocena efektywności techniczno-ekonomicznej i stopnia innowacyjności w różnych typach gospodarstw z produkcją zwierzęcą, realizujących koncepcję rozwoju zrównoważonego,
- ocena potencjału ekonomicznego rynku surowców rolnych i artykułów żywnościowych na polskich obszarach górskich i podgórskich oraz ocena specyfiki łańcucha marketingowego na rynku artykułów rolno-żywnościowych, ze szczególnym uwzględnieniem potencjału sprzedaży bezpośredniej i rolniczego handlu detalicznego w dystrybucji żywności,
- określenie potencjału produkcyjno-ekonomicznego gospodarstw rodzinnych z uwzględnieniem działań prośrodowiskowych i zmian w technologiach produkcji oraz technikach wytwarzania produktu w ujęciu terytorialnym,
- określenie barier i szans realizacji wybranych założeń „Zielonego Ładu” w gospodarstwach ze zróżnicowaną produkcją zwierzęcą,
- ocena działań i nakładów finansowych skierowanych na redukcję niekorzystnych oddziaływań produkcji zwierzęcej na środowisko w obrębie rodzinnych gospodarstw rolnych,
- optymalizacja produkcji zwierzęcej uwzględniająca działania skierowane na redukcję niekorzystnych oddziaływań na środowisko,
- ocena stanu i procesów przemian w rolniczej przestrzeni produkcyjnej otaczającej obszary chronione,
- identyfikowanie przyrodniczych następstw zjawisk dezanimalizacji i dezagraryzacji, w tym zmian strukturalnych w granicy rolno-leśnej.

Ekologia i dobrostan w produkcji zwierzęcej:
- opracowania dotyczące oceny skutków podwyższenia minimalnych warunków utrzymania kur niosek na sektor produkcji zwierzęcej w Polsce,
- opracowanie założeń metodycznych dotyczących przygotowania pasz funkcjonalnych, przeznaczonych do profilaktyki przeciwko inwazjom pasożytniczym u krów mlecznych w gospodarstwie ekologicznym,
- badania dotyczące opracowania, wdrożenia i optymalizacji kompleksowych rozwiązań dla potrzeb krajowych gospodarstw ekologicznych;
- ustalanie stawek płatności dla bydła mlecznego, mięsnego, świń i owiec w ramach działania Dobrostan zwierząt w oparciu o szacowanie kosztów krańcowych na zlecenie Ministerstwie Rolnictwa i Rozwoju Wsi,
- weryfikacja aktualnej sytuacji w ekologicznej produkcji zwierzęcej oraz wskazanie działań zmierzających do poprawy efektywności produkcji ekologicznej w gospodarstwach utrzymujących zwierzęta gospodarskie,
- określenie czynników egzogennych determinujących efektywność funkcjonowania gospodarstw ekologicznych utrzymujących zwierzęta gospodarskie,
- określenie czynników endogennych determinujących efektywność funkcjonowania gospodarstw ekologicznych utrzymujących zwierzęta gospodarskie,
- określenie barier i szans rozwoju w gospodarstwach ekologicznych ze zróżnicowaną produkcją zwierzęcą.

W Zakładzie realizowane są liczne ekspertyzy, raporty i opracowania na zlecenie Ministerstwa Rolnictwa i Rozwoju Wsi, jak również szkolenia z powyższych zakresów dla rolników i kadry doradczej.

## Zakład Hodowli Bydła
Specyfika prowadzonych badań oraz działalność Zakładu to:
- doskonalenie i wykorzystanie metod biometrycznych, służących poprawie wartości hodowlanej i użytkowej bydła,
- identyfikowanie zależności między cechami funkcjonalnymi i produkcyjnymi,
- definiowanie nowych cech funkcjonalnych i ich implementację w ocenie wartości hodowlanej,
- ocena polimorfizmu i ekspresji genów ważnych gospodarczo cech produkcyjnych i funkcjonalnych u bydła,
- doskonalenie cech produkcyjnych, funkcjonalnych bydła,
- doskonalenie zasad ochrony bydła metodami in situ z wykorzystaniem najnowszych osiągnięć biotechnologicznych rozrodu,
- reintrodukcja rodzimych i zachowawczych ras bydła w geograficzne rejony ich naturalnego pochodzenia,
- wykorzystanie metod genetyki populacji i molekularnej w badaniach struktury genetycznej populacji ras bydła,
- opracowywanie nowych metod imputacji genotypów,
- ocena składu i jakości produktów uzyskiwanych od bydła,
- opracowanie nowych systemów gromadzenia i przetwarzania danych pochodzących z chowu i hodowli bydła,
- opracowywanie i optymalizacja programów hodowlanych,
- badania w zakresie chowu i hodowli bydła w warunkach rolnictwa ekologicznego i górskiego,
- wykorzystanie innowacyjnych rozwiązań w chowie i hodowli bydła oraz w zarządzaniu gospodarstwem,
- wykorzystanie naturalnych komponentów żywieniowych w profilaktyce zdrowotnej bydła i modyfikacji produktów pochodzenia zwierzęcego,
- badania w zakresie możliwości wykorzystania pasz pochodzących z użytków zielonych w wytwarzaniu żywności o podwyższonych walorach prozdrowotnych,
- prowadzenie badań hodowlanych w kierunku możliwości pozyskania mleka A2,
- wykorzystanie pastwisk w chowie zwierząt oraz możliwości czynnej ochrony terenów cennych przyrodniczo poprzez wypas,
- poprawa dobrostanu zwierząt oraz możliwości ograniczenia szkodliwych skutków oddziaływania produkcji zwierzęcej na środowisko naturalne.

## Zakład Hodowli Trzody Chlewnej
Specyfika prowadzonych badań oraz działalność Zakładu to:
- doskonalenie i wykorzystanie metod biometrycznych, służących poprawie wartości hodowlanej i użytkowej świń,
- badania w zakresie metod oceny wartości genetycznej i użytkowej świń,
- szukanie zależności między cechami funkcjonalnymi a produkcyjnymi,
- ocena polimorfizmu i ekspresji genów ważnych gospodarczo cech produkcyjnych u świń,
- badania w zakresie czynników genetycznych determinujących jakość produktów pochodzenia zwierzęcego.

## Zakład Hodowli Drobiu
Specyfika prowadzonych badań oraz działalność Zakładu to:
- optymalizacja technologii chowu drobiu,
- badania w zakresie: genetyczne i środowiskowe uwarunkowania produkcyjności drobiu oraz jakości jaj i mięsa drobiowego, behawior i dobrostan drobiu,
- ocena jakości produktów drobiarskich,
- ekologiczna produkcja drobiarska,
- wykorzystanie rodzimych ras drobiu dla potrzeb produkcji regionalnej, ekologicznej, niszowej, prowadzonej w alternatywnych systemach chowu,
- kształtowanie prozdrowotnych, funkcjonalnych właściwości jaj i mięsa drobiowego,
- miopatia i wady mięsa,
- poszukiwanie markerów genetycznych (w tym oceny ich polimorfizmu) dla ważnych gospodarczo cech drobiu,
- wpływ środowiska na parametry fizjologiczne i zdrowotność ptaków,
- poprawa parametrów rozrodu drobiu i jakości piskląt,
- ocena zaburzeń okołolęgowych i patologii rozwojowej piskląt,
- monitorowanie higieny i mikroklimatu na fermie przy stosowaniu różnych technologii chowu,
- oddziaływanie produkcji drobiarskiej na środowisko naturalne.

## Zakład Hodowli Drobnego Inwentarza
Specyfika prowadzonych badań oraz działalność Zakładu to badania naukowe, prace badawczo-rozwojowe, wdrożeniowe, upowszechnieniowe oraz szkolenia z zakresu chowu i hodowli mięsożernych i roślinożernych zwierząt futerkowych, ślimaków oraz ryb takie jak:
- chów i hodowla w gospodarstwach o różnej wielkości i skali produkcji,
- ekologiczna produkcja zwierzęca w warunkach zrównoważonego rolnictwa,
- innowacyjne technologie produkcji żywca i skór o najwyższej jakości w warunkach podwyższonego standardu dobrostanu zwierząt,
- możliwości zwiększenia w surowcach pochodzenia zwierzęcego substancji prozdrowotnych,
- oddziaływanie chowu zwierząt na środowisko naturalne,
- współpraca z doradztwem rolniczym.

## Zakład Hodowli Koni
Specyfika prowadzonych badań oraz działalność Zakładu to badania naukowe, prace badawczo-rozwojowe, wdrożeniowe, upowszechnieniowe oraz szkolenia z zakresu hodowli, utrzymania, użytkowania, żywienia, behawioru i dobrostanu koni:
- chów i hodowla w różnych warunkach utrzymania i wykorzystania koni,
- oddziaływanie sposobów utrzymania i użytkowania koni na środowisko naturalne,
- opracowywanie, realizowanie i monitorowanie działań metodami in situ i ex situ, w szczególności dla ras rodzimych,
- opracowywanie i wdrażanie nowatorskich metod z zakresu biologii molekularnej i biotechnologii rozrodu w celu zachowania bioróżnorodności ras rodzimych,
- opracowywanie genetycznych podstaw występowania cech funkcjonalnych u koni,
- opracowywanie i wdrażanie metod oceny wartości użytkowej i hodowlanej koni,
- czynny udział w polowych pracach selekcyjnych, hodowlanych, użytkowych i promocyjnych (czempionaty hodowlane i użytkowe, selekcja ogierów i klaczy, próby dzielności, wystawy, pokazy),
- wdrażanie i upowszechnianie uzyskanych wyników badań (szkolenia, seminaria, konferencje, warsztaty, zjazdy hodowców).

## Zakład Hodowli Owiec i Kóz
Specyfika prowadzonych badań oraz działalność tego Zakładu to badania naukowe, prace badawczo-rozwojowe, wdrożeniowe, upowszechnieniowe oraz szkolenia z zakresu hodowli, utrzymania i użytkowania owiec i kóz takie jak:
- szacowania wartości genetycznej owiec,
- oceny cech tucznych i rzeźnych owiec metodą stacyjną,
- wykorzystania rodzimych ras owiec i kóz w zrównoważonej produkcji rolniczej,
- monitoringu różnorodności genetycznej owiec i kóz,
- czynników genetycznych determinujących jakość produktów pochodzenia zwierzęcego,
- oceny jakości produktów pochodzących od owiec i kóz,
- działań zmierzających do rozwoju krajowego rynku produktów pochodzących od owiec i kóz oraz wzrostu pogłowia tych zwierząt w kraju.

## Laboratoria i Zakłady Doświadczalne
Działalność naukowo-badawczą Instytutu Zootechniki wspomagają:
Laboratoria:
- Laboratorium Genetyki Molekularnej
- Dział Analityki Laboratoryjnej – Centralne Laboratorium Instytutu Zootechniki PIB
- Dział Analityki Laboratoryjnej – Krajowe Laboratorium Pasz w Lublinie
- Dział Analityki Laboratoryjnej – Krajowe Laboratorium Pasz w Szczecinie
- Krajowy Bank Materiałów Biologicznych
- Laboratorium Genomiki

Zakłady doświadczalne:
- Zakład Doświadczalny Instytutu Zootechniki PIB Chorzelów sp. z o.o.
- Zakład Doświadczalny Instytutu Zootechniki PIB Grodziec Śląski Imienia Prof. Mieczysława Czai sp. z o.o.
- Zakład Doświadczalny Instytutu Zootechniki PIB Kołbacz sp. z o.o.
- Zakład Doświadczalny Instytutu Zootechniki Mełno sp. z o.o.
- Zakład Doświadczalny Instytutu Zootechniki PIB Odrzechowa sp. z o.o.
- Zakład Doświadczalny Instytutu Zootechniki PIB Rudawa sp. z o.o.
- Zakład Doświadczalny Instytutu Zootechniki PIB Żerniki Wielkie sp. z o.o.
- Instytut Zootechniki PIB Zakład Doświadczalny Kołuda Wielka
- Instytut Zootechniki PIB Zakład Doświadczalny Pawłowice

## Szkoła Doktorska
Instytut prowadzi własną szkołę doktorską. Szkoła Doktorska Nauk Przyrodniczych i Rolniczych w Krakowie działa od 1 października 2019. Wraz z Instytutem Zootechniki prowadzą ją Instytut Botaniki im. Władysława Szafera, który jest jednostką koordynującą, Instytut Fizjologii Roślin im. Franciszka Górskiego, Instytut Ochrony Przyrody oraz Instytut Systematyki i Ewolucji Zwierząt. Szkoła doktorska kształci doktorantów w trzech dyscyplinach:
• nauki biologiczne,
• rolnictwo i ogrodnictwo,
• zootechnika i rybactwo.

## Działalność wydawnicza
Instytut Zootechniki – Państwowy Instytut Badawczy jest wydawcą-edytorem wydawnictw periodycznych, a także książek, broszur upowszechnieniowych, instrukcji wdrożeniowych, i materiałów informacyjnych. Jest to istotna forma upowszechniania wyników badań naukowych i pomocy praktyce rolniczej. Instytut wydaje trzy czasopisma:
Annals of Animal Science – redaktorem naczelnym jest prof. dr hab. Sylwester Świątkiewicz. Wskaźniki punktowo-bliometrycznych dla tego czasopisma to: 200 punktów według Listy czasopism punktowanych Ministerstwa Edukacji i Nauki, wartość wskaźnika Impact Factor 2021 – 2,667 oraz CiteScore 2021 – 3,6.
Roczniki Naukowe Zootechniki – redaktorem naczelnym jest prof. dr hab. Dorota Kowalska
Wiadomości Zootechniczne – redaktorem naczelnym jest mgr Danuta Dobrowolska.
Periodyki rozprowadzane są na zasadzie prenumeraty i wymiany międzybibliotecznej, zarówno krajowej, jak i międzynarodowej, do 40 krajów świata. Czasopisma figurują w księgozbiorach wszystkich bibliotek uniwersyteckich oraz bibliotek uczelni rolniczych w kraju.

## Podstawy prawne
Działalność Instytutu Zootechniki – Państwowego Instytutu Badawczego realizowana jest na podstawie i w zakresie następujących aktów prawnych:
1. Rozporządzenie Rady Ministrów z dnia 31 maja 1950 roku w sprawie utworzenia Instytutu Zootechniki (Dz.U. z 1950 r. poz. 210)
2. Rozporządzenie Rady Ministrów z dnia 2 listopada 2006 roku w sprawie nadania Instytutowi Zootechniki w Krakowie statusu państwowego instytutu badawczego (Dz.U. z 2006 r. poz. 1484)
3. Statut Instytutu Zootechniki PIB (zatw. 23 stycznia 2020)
4. Ustawa z dnia 30 kwietnia 2010 roku o instytutach badawczych (Dz.U. z 2010 r. poz. 618)
5. Ustawa z dnia 20 lipca 2018 roku o szkolnictwie wyższym i nauce (Dz.U. z 2016 r. poz. 1688)
6. Ustawa z dnia 10 grudnia 2020 roku o organizacji hodowli i rozrodzie zwierząt (Dz.U. z 2021 r. poz. 36)
7. Rozporządzenie Ministra Rolnictwa i Rozwoju Wsi z dnia 13 czerwca 2008 roku w sprawie krajowych laboratoriów referencyjnych, właściwych do prowadzenia badań pasz (Dz.U. z 2008 r. poz. 758)